# واهوا
واهوا (به لاتین: Wuhua County) یک شهرستان در جمهوری خلق چین است که در ماوژوا واقع شده‌است.